# Boadicée
Boudicca ou Boadicée (Boadicea en latin, Boudica en anglais, Βουδουικα, Βουνδουικα ou Βοδουικα en grec), née vers 30 et morte en 61, était une reine des Icènes, un peuple celte vivant dans la région du Norfolk, dans le sud-est de l'actuelle Grande-Bretagne.
Boadicée était l'épouse de Prasutagos, un roi celte ayant prêté allégeance à Rome, préservant ainsi l'indépendance de son peuple. Pour éviter la guerre, il légua son royaume à Rome à condition qu'ils maintiennent sa veuve sur le trône et les prérogatives de sa famille. 
À la suite de conflits commerciaux, financiers et fonciers entre administrateurs et marchands romains d'un côté, et l'aristocratie icène de l'autre, les Romains prirent cependant le contrôle total du royaume, confisquèrent les biens de la famille royale et fouettèrent Boadicée en place publique, un châtiment habituellement appliqué aux esclaves. Humiliée, elle déclencha alors un soulèvement contre l'occupation romaine. 
À la tête d'une coalition de tribus bretonnes, elle lança une campagne militaire au sud de l'île, pillant et brûlant plusieurs villes romaines dont Camulodunum et Londinium. 
Après avoir écrasé les Romains à la bataille de Camulodunum, l'armée bretonne fut cependant défaite de manière décisive à la bataille de Watling Street, et Boadicée mourut peu de temps après pour des causes restées incertaines, mais probablement pas naturelles (elle avait environ trente ans).
Encore aujourd'hui, elle est considérée comme une héroïne populaire britannique. Une statue la représentant sur son char, œuvre de Thomas Thornycroft (en), fut érigée à proximité du pont de Westminster.

## Sources littéraires et archéologiques
Faute de preuves archéologiques indiscutables, l'histoire de Boadicée ne nous est connue que par trois sources littéraires : deux récits de Tacite : la Vie d'Agricola et les Annales, et l’œuvre de Dion Cassius.
Aucun des trois récits n'est contemporain de la rébellion de 60-61 apr. J.-C. La Vie d'Agricola, le plus ancien des trois, est daté de 98 apr. J.-C., c'est-à-dire environ trente-sept ans après les faits. La révolte est décrite de manière assez circonstanciée : Tacite présente les protagonistes, les causes et l'enchaînement des événements. Les chercheurs ont comparé maintes fois les textes de Tacite et de Dion Cassius. Sans ces sources littéraires, les tenants et aboutissants de la révolte nous seraient inconnus, les fouilles archéologiques confirmant seulement la réalité matérielle des lieux décrits.
D'autres sources littéraires, bien que ne mentionnant pas Boadicée, sont également instructives. Ainsi dans la Vie des douze Césars de Suétone, une phrase évoque une rébellion en Bretagne sous le règne de Néron. Une première mention probable des Icènes, peuple de Boadicée, est faite par Jules César dans La Guerre des Gaules, où il les nomme « Cenimagni ». Il est possible également qu'au VIe siècle, le moine breton Gildas le Sage fasse allusion à elle, sans toutefois mentionner son nom, dans son De Excidio Britanniae.
Les fouilles archéologiques de Colchester, Londres et St Albans ont ajouté des informations sur la période de la révolte (voir ci-dessous). Selon les sources littéraires, ces villes ont été saccagées et brûlées par l'armée bretonne commandée par Boadicée. Les archéologues ont découvert que ces villes avaient bien été incendiées à l'époque où Tacite situe les faits. Par endroits, un renforcement du système défensif a été constaté, les Romains ayant donc tiré les leçons de ces événements.

## Nom
Cette reine est connue sous différents noms, successivement utilisés au cours de l'Histoire.
L’historien romain Tacite la désigne dans ses écrits sous le nom de Boudicca. D’après le linguiste Kenneth Jackson, le nom serait dérivé de l’adjectif proto-celtique *boudīkā : « gagnante », lui-même dérivé de *boudi « gain, profit, victoire » (proche du gallois budd, du cornique boud du breton contemporain buz et du vieil irlandais búaid.
À l’époque de la dynastie des Tudors, de nouvelles appellations apparaissent. En 1612, le poète anglais Edmund Spenser lui dédie une tragi-comédie, dans laquelle il la prénomme Bunduca. Au XVIIe siècle, un autre poète britannique, William Cowper, compose une ode qui popularise une nouvelle appellation, celle de Boadicea francisée en Boadicée.
Par la suite, cette forme sera la plus couramment utilisée, du XIXe siècle jusqu’à la fin du XXe siècle, comme en témoigne la statue érigée en l’honneur de la reine, à proximité du pont de Westminster et sur laquelle est gravée le nom de Boadicea.
L’appellation française Boadicée est restée la norme jusqu’à ce que les universitaires et enseignants reviennent à la fin du XXe siècle aux sources antiques et à l’appellation de Boudicca.

## Portrait

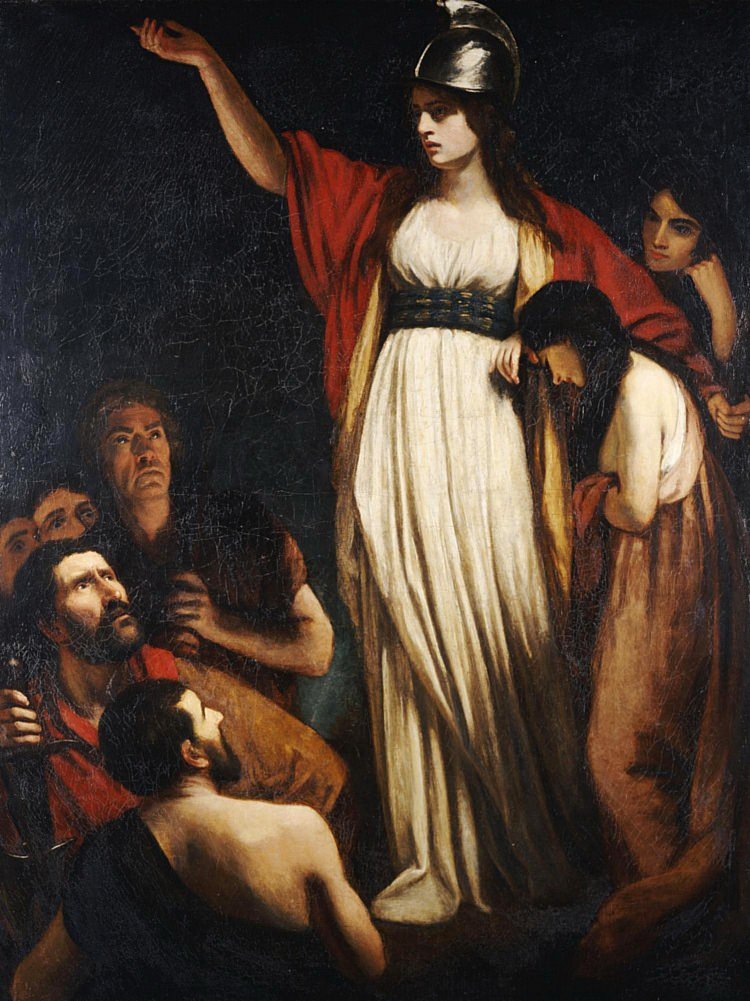
Boadicée haranguant les Bretons de John Opie.

L'historien grec Dion Cassius est le seul à avoir brossé un portrait de Boadicée : « grande, terrible à voir et dotée d'une voix puissante. Des cheveux roux flamboyants lui tombaient jusqu'aux genoux, et elle portait un torque d'or décoré, une tunique multicolore et un épais manteau retenu par une broche. Elle était armée d'une longue lance et inspirait la terreur à ceux qui l'apercevaient. ». Sa sépulture restant inconnue, il est impossible de vérifier si cette description correspond à la réalité.

## Biographie
Les éléments biographiques sont maigres et les versions de Tacite et de Dion Cassius divergent sur plusieurs points. Pour Tacite, Boadicée est la reine des Icènes ; Dion Cassius dit simplement qu'elle est de lignée royale. Selon Tacite, elle aurait eu deux filles dont Dion Cassius ne souffle mot. Les deux auteurs divergent également sur la cause de sa mort : suicide par le poison s'il faut en croire Tacite, maladie selon Dion Cassius. Pour ce dernier, elle agit non seulement en chef de guerre mais également en prêtresse, pratiquant la divination au moyen d'un lièvre et invoquant le dieu Andrast ou Andat, connu par ce seul texte, et dont ce n'est peut-être pas le vrai nom, car les noms des dieux étaient tabous et non-prononcés dans la religion bretonne, qui les désignait par des adjectifs ou des allusions.

## Révolte
Pour un article plus général, voir Conquête romaine de la Bretagne.
Vers l'an 60, pensant garantir l'avenir de son peuple tout en se ménageant les bonnes grâces de l'empereur Néron, le roi icène Prasutagos légua son royaume-client à l'Empire romain, tout en faisant de ses filles ses cohéritières, selon Tacite.
Cette double dévolution fit cohabiter le droit coutumier icène avec le droit romain, et l'aristocratie icène entra en conflit avec les intérêts de l'Empire romain. Pour Rome, le royaume icène était désormais une colonie romaine et c'est pourquoi Catus Decianus, procurateur romain chargé de l'exécution testamentaire, réclama aux nobles icènes le remboursement d'exemptions de taxes consenties par le précédent empereur, Claude. Au même moment, le philosophe Sénèque, qui avait prêté aux Icènes dix millions de drachmes, en réclama le remboursement immédiat. Devant leurs protestations, Catus Decianus augmenta les impôts, puis saisit des biens et des terres pour les attribuer aux vétérans de l'armée romaine qui s'établissaient dans le pays, traitant les autochtones en esclaves dans l'esprit de Vae victis (« malheur aux vaincus »). Tout ceci fut interprété par la noblesse icène comme un enchaînement d'humiliations, culminant avec la flagellation de Boadicée avec des verges devant son peuple et le viol de ses deux très jeunes filles par des légionnaires — châtiments habituellement réservés aux esclaves.
En réaction, la noblesse icène, Boadicée et une large part de son peuple prirent les armes contre les Romains. Tacite rapporte comment, debout sur un char, elle haranguait les Icènes en leur disant qu’« elle ne venait pas, fière de ses nobles aïeux, réclamer son royaume et ses richesses ; elle venait, comme simple femme, venger sa liberté ravie, son corps déchiré de verges, l'honneur de ses filles indignement flétri » pour conclure que « femme, c'était là sa résolution : quant aux hommes, ils pouvaient choisir de vivre en esclaves ». Constituant une armée, elle chercha des alliés chez ses voisins, les Trinovantes (dans l'actuel Suffolk), et d'autres nations britonniques.
Les circonstances lui étaient favorables, car le gouverneur romain, Caius Suetonius Paulinus, à la tête des quatorzième et vingtième légions, menait une expédition dans l'île de Mona (l'actuelle Anglesey), au nord du pays de Galles et se trouvait trop loin pour intervenir. Boadicée avait réuni une armée de 120 000 hommes bretons qui s'en prirent d'abord à la nouvelle colonie romaine de Camulodunum, dont le sanctuaire consacré à l'empereur Claude fut pillé et brûlé. Comme la ville ne disposait pas d'enceinte, elle était une proie facile. Les habitants romains ou romanisés demandèrent des secours au procurateur Catus Decianus, qui ne put leur envoyer que deux cents hommes mal armés. Lors de l'attaque de la ville, seuls ceux qui s'étaient retranchés dans le temple de Claude résistèrent deux jours. Petilius Cerialis, à la tête de la neuvième légion, se porta à la rencontre de l'armée bretonne, mais ses troupes furent anéanties dans une embuscade.
Devant la tournure des événements, le procurateur Catus Decianus s'enfuit en Gaule chercher des renforts. Suétone Paulin (Suetonius Paulinus), revenu en Bretagne, se refusa à livrer immédiatement bataille et, malgré les lamentations des habitants, abandonna la ville de Londinium (Londres) à son sort. Tous ceux qui n'avaient pas quitté la ville furent massacrés. Le municipe de Verulamium subit le même sort. Les fouilles archéologiques ont permis de dégager sur les trois sites une couche épaisse de cendres rougeâtres. Le nombre de victimes parmi les Romains et leurs alliés se serait élevé à 70 000 selon Tacite et à 80 000 selon Dion Cassius qui n'est pas avare d'horribles détails invérifiables à propos du sort des Romains tombés entre les mains des Celtes révoltés : les femmes romaines auraient été violées, auraient eu les seins coupés, la bouche cousue, puis auraient été pendues nues ou empalées pendant que les vainqueurs se livraient à des orgies sacrées en plein air.
Le gouverneur Suétone Paulin, ayant réuni les quatorzième et vingtième légions, affronta les troupes de Boadicée. Tacite ne fournit pas d'indication sur le lieu précis de la bataille, qui eut lieu à proximité de la chaussée romaine connue sous le nom de Watling Street, probablement la plaine de Mancetter dans le Warwickshire. Tacite dit cependant que c'est Suétone Paulin qui avait choisi le site du combat. L'armée de Boadicée, bien qu'elle fût largement supérieure en nombre, subit des pertes effroyables : quelque 80 000 hommes, alors que les Romains n'en perdaient que quatre cents, ce qui dénote un déficit logistique et organisationnel du côté celte.
Concernant la mort de Boadicée, Tacite raconte qu'en voyant la partie perdue, elle avale du poison pour ne pas tomber aux mains de l'ennemi ; de son côté Dion Cassius parle de « maladie », opportune pour les Romains.

## Légendes autour de sa sépulture
Inconnu, l’emplacement de la tombe de Boadicée fait l'objet de débats. Plusieurs lieux, de Stonehenge à Colchester en passant par Londres, ont été proposés mais l'archéologie n'apporte pas d'indices.
Un mythe sans fondement historique mais repris épisodiquement par les médias, voudrait que sa tombe se trouve sous l'actuel quai no 9 ou no 10 de la gare de King's Cross,. Pour l'écrivain et conférencier Matt Brown, ce mythe aurait été inventé au cours de travaux dans la gare au milieu du XXe siècle.
Une autre légende veut que son tombeau se trouve sous un tumulus à quelques kilomètres au nord du grand parc de Hampstead Heath. Pour Brown, il est possible qu'il s'agisse d'un véritable monticule antique, et des fouilles y ont été réalisées dans les années 1890, mais sans trouver aucun signe d'inhumation, royale ou autre.

## Postérité
La révolte de Boadicée fut oubliée pendant tout le Moyen Âge, et c'est sous le règne d'une femme de pouvoir qu'elle ressurgit. Au XVIe siècle, au moment où l'Angleterre commençait à s'affirmer sur les mers, Élisabeth Ire qui connaissait Tacite et Dion Cassius, se servit de l'exemple et du courage de cette reine bretonne pour asseoir son autorité et renforcer l'identité nationale. Un siècle plus tard, Boadicée devient une figure connue du passé et inspire de nombreux récits. Au XIXe siècle, ce fut la reine Victoria qui la prit pour référence. On demanda alors au sculpteur Thomas Thornycroft (en) de représenter la reine des Icènes, en sorte que depuis 1902 on peut admirer devant le Parlement une sculpture de Boadicée conduisant son char, en compagnie de ses deux filles.
Depuis le XXe siècle, les études sur Boadicée se sont multipliées et diversifiées. Les récits de Tacite et Dion Cassius furent passés au crible. On s'intéressa aux sources dont disposaient ces deux auteurs, ainsi qu'au déroulé exact des événements. Les fouilles de Colchester, Londres et St Albans, qui apportèrent de nouveaux éléments sur l'époque de la révolte et confirmèrent des incendies simultanés, furent à l'origine de ces publications.
Pendant la deuxième moitié du XXe siècle, le mouvement féministe s'empara à son tour de la figure de cette reine censée « avoir tenu en échec un monde d'hommes », tandis que les historiens affirment qu'il s'agit d'une révolte contre la spoliation des indigènes par les colons romains des deux sexes et que l'armée de Boadicée était aussi masculine que les troupes romaines.
Aujourd'hui, Boadicée figure dans la plupart des dictionnaires de femmes célèbres et reste un mythe national au Royaume-Uni : chaque année apporte son flot régulier de publications. Les événements de 60-61 gardent de leur mystère, tel le site encore inconnu de l'affrontement final entre les insurgés et l'armée romaine commandée par Paulinus, et celui de la sépulture (il est aussi possible que sa dépouille ait été incinérée).

### Littérature
En Angleterre, la redécouverte de Tacite à la Renaissance fait ressurgir la mémoire de Boadicée, aussitôt instrumentalisée :
- Polydore Vergil dans son Anglica Historia en 1534 ou encore Raphael Holinshed dans l'History of England en 1587 qui, adoptant un point de vue romain, la jugent sauvage[22] et estiment que, par son comportement, elle sort du rôle attribué à une femme.
- Le poète Edmund Spenser, par contre, la présente dans The Faerie Queene comme un modèle de courage et de patriotisme.
- Le poète John Milton partage le point de vue des historiens mais le présente sous un angle particulier : les Romains auraient vu en elle l'occasion de diffamer les Bretons, des barbares « comme si en Bretagne les femmes étaient des hommes, et les hommes des femmes ».
- En 1782, William Cowper lui consacra un des poèmes les plus populaires, Boadicea, an Ode.

À l'époque victorienne, le mythe nationaliste prend forme : le sexe de Boadicée n'est plus un enjeu et elle devient le symbole du courage anglais. Pour les historiens britanniques, Boadicée est considérée comme la Vercingétorix bretonne. La révolte de Boadicée est encore de nos jours un symbole de courage et de résistance des populations bretonnes contre l'envahisseur romain.

### Littérature contemporaine
Personnage romanesque, Boadicée a inspiré les auteurs de la fin du XXe siècle et du début du XXIe siècle.

#### Romans historiques
En 1978, Rosemary Sutcliff rédige une fiction historique, intitulée Song for a Dark Queen, dans lequel Boadicée incarne le personnage principal.
De 2005 à 2008, l'autrice britannique d'origine écossaise Manda Scott lui consacre une tétralogie, intitulée La Reine celte, et composée de 4 tomes :
- Le rêve de l'aigle (tome 1 ; édition Livre de Poche 8-06-2005, Collection Littérature & Documents,  (ISBN 2253113220 et 978-2253113225) ;
- Le rêve du taureau rouge (tome 2 ; édition Livre de Poche 11-01-2006, Collection Littérature & Documents,  (ISBN 2253113239 et 978-2253113232) ;
- Le rêve du chien (tome 3 ; édition Livre de Poche 8-06-2005 ; Collection Littérature & Documents,  (ISBN 270962446X et 978-2709624466) ;
- Le rêve de la lance-serpent (tome 4 ; édition Livre de Poche 30-05-2007, Collection Littérature & Documents,  (ISBN 2709628686 et 978-2709628686).

Boadicée est également le personnage central du roman d'aventures Le Dernier Évangile de David Gibbins, publié en 2008, où elle est assimilée au personnage d'Andraste.
En 2020, Par le sang de la louve de Yann Trebaol aux éditions Publishroom Factory.

#### Fantasy
Dans la série de romans de fantasy Le Trône de fer, le personnage de Daenerys Targaryen est inspiré de la reine Boadicée. Tout comme cette dernière, Daenerys nourrit une profonde haine pour l’esclavage. Ayant rassemblé une puissante armée, elle s’empare de la ville d’Astapor, libère les esclaves et ordonne de tuer leurs maîtres. À l’image de Boadicée, elle se montre impitoyable, n’hésitant pas à brûler les villes qui lui résistent et à massacrer ses habitants. Au cours de leur campagne, les forces de Boadicée ont en effet brûlé certaines villes, comme Camulodunum (Colchester), Londinium (Londres) et Verulamium (St Albans). Dans Le Trône de fer, Daenerys fait de même en utilisant un dragon pour brûler la ville de Port-Réal, et par là-même ses habitants et soldats.
Boadicée est également le personnage central du roman de fantasy historique Boudicca de Jean-Laurent Del Socorro, paru en 2017 aux éditions ActuSF.
Tony Valente s'en inspire également dans sa série de mangas Radiant où le personnage de Queen Boadicea est une reine forte qui ne se laisse abattre par aucun obstacle (première apparition chapitre 35).

### Sculpture

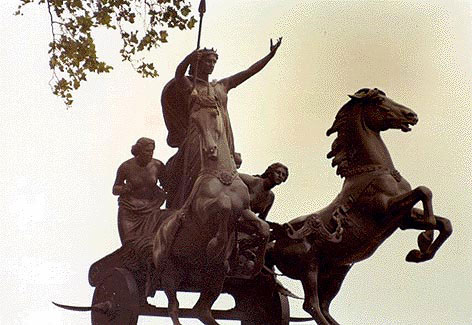
Photographie de la statue Boadicée et ses filles près du pont de Westminster (1982).

Deux statues, sans vraisemblance historique ont également contribué à donner forme au mythe.
- La première, due à Thomas Thornycroft (1885), érigée à Londres, près du quai de Westminster, la représente conduisant un char de combat, brandissant une lance, accompagnée de ses deux filles. Son char, dont les roues sont équipées de faux, évoque un char de combat perse plutôt qu'un char breton. Ce détail a souvent été repris par la suite. Le socle de la statue porte deux vers du poème de Cowper :

Regions Caesar never knew, - Des régions que César ne connut jamais,
Thy posterity shall sway. - Ta postérité gouvernera.
- Une seconde statue due à James Havard Thomas (1916), placée dans le City Hall de Cardiff au pays de Galles, la représente en drapé grec, entourant ses filles de ses bras protecteurs.

### Armée britannique
- Plusieurs navires de la Royal Navy portèrent le nom HMS Boadicea : une frégate (1797), une corvette (1876), un croiseur (1908) et un destroyer (1930).
- Boadicée sur son char de guerre accompagnée de ses deux filles (rappelant la statue de Thomas Thornycroft) est le symbole de l'opération Chariot, mission commando d'envergure de la Seconde Guerre mondiale.
- Le régiment parachutiste (Parachute regiment) des Forces spéciales de l'armée britannique utilisa le nom de code « Les gars de Boudica » (Boadicea's Goons) pendant l'opération Deadstick, dont la mission était de prendre et tenir le pont de Bénouville (Pegasus Bridge).

### Astronomie
- Les Boadicea Paterae, des structures géologiques présentes sur la planète Vénus, ont été nommées en référence à Boadicée.

### Filmographie

#### Cinéma
L'épopée de Boadicée a fait l'objet de plusieurs longs-métrages. La reine celte a notamment été interprétée par :
- Phyllis Neilson-Terry dans le film Boadicée en 1927.
- Alex Kingston dans le film Boudica (diffusé en français sous le titre Légions : Les Guerriers de Rome) en 2003.
- Olga Kurylenko dans le film Boudica, réalisé par Jesse V. Johnson et dont la sortie est prévue fin 2023[27].
- Par ailleurs l'épopée de Boadicée a inspiré le film La Reine des Vikings sorti en 1966.

#### Télévision
Boadicée apparaît également plusieurs fois à la télévision, comme dans la série télévisée Warrior Queen en 1978, où elle est interprétée par l'actrice Siân Phillips. Elle apparaît aussi par exemple dans l'épisode 4 de la saison 3 de Xéna, la Guerrière, sous les traits de l'actrice néo-zélandaise Jennifer Ward-Lealand. Enfin l'épopée de Boadicée a inspiré la reine rebelle Antedia, incarnée par Zoë Wanamaker dans la série Britannia.

### Documentaire
- Le troisième épisode de la série documentaire Les Celtes, intitulé La révolte de Boudicca et diffusé sur Arte le 3 mai 2016, lui est consacré[28].
- Elle figure dans deux épisodes de la série documentaire Révoltes barbares (Barbarians Rising) d'Adam Bullmore en 2016.

### Musique
- Boadicée est mentionnée dans la chanson The Good Old Days du groupe de rock anglais The Libertines.
- Henry Purcell lui a dédié une de ses œuvres en 1695, Bonduca, or the British Heroine (Z. 574).
- Alan Stivell lui a dédié la chanson Boudicca (Cacos ac Caesar !) sur son album Human~Kelt en 2018.
- La chanteuse Karliene lui dédie sa chanson Boudicca en 2016.
- Le groupe Valknacht lui dédie la chanson Sur les ruines de Rome.
- D'autres artistes l'ont citée dans leurs chansons, à l'instar d'Enya, Róisín Murphy, Bal-Sagoth ou Sam Fender plus récemment.

### Jeux vidéo
Symbole de la reine guerrière, Boadicée fait partie des personnages que les jeux vidéo se sont rapidement appropriés.
Boadicée est ainsi présente dans plusieurs jeux de stratégie comme la série Civilization et Total War. Elle est présente en particulier dans Civilization II, Civilization IV et Civilization V: Gods and Kings, dans lesquels le joueur peut la choisir comme dirigeante celte, ainsi que dans Civilization VI, où elle est cette fois un général. Dans le jeu Total War : ARENA, elle fait partie des commandants barbares.
Elle est également évoquée dans le jeu Red Dead Redemption II, où le premier cheval du protagoniste Arthur Morgan se prénomme Boadicea.
Boudicca apparaît également dans plusieurs jeux de rôle comme Dragon Nest et Fate/Grand Order.
Enfin, elle est présente dans plusieurs jeux d’aventure comme Ryse: Son of Rome, dans lequel elle incarne la dirigeante des Celtes en révolte contre l'Empire romain, et Darkest Dungeon dans lequel elle inspire l'une des classes de personnages jouables : la Furie (appelée Boudicca).

### Bande dessinée / Manga
- Boadicée est le personnage central de la série de bande dessinée Vae victis ! de Simon Rocca et Jean-Yves Mitton. Toutefois elle lutte contre Jules César, donc un siècle avant ;
- Boadicée est évoquée dans la bande dessinée From Hell d'Alan Moore et Eddie Campbell ;
- Boadicée est l'un des personnages du manga Radiant de Tony Valente ;
- Boadicée est l'un des personnages des tomes 5 et 6 de la série Slaine scénarisée par Pat Mills ;
- L'histoire et la rébellion de Boadicée sont décrites dans la bande dessinée Breizh, Histoire de la Bretagne tome 1 de Nicolas Jarry, Thierry Jigourel, et Daniel Brecht[33] ;
- Boudica (graphie adoptée dans cette œuvre) apparaît dans une adaptation en bande dessinée de l'Agricola de Tacite.

### Informatique/Médecine
- Boadicea (sigle pour Breast and Ovarian Analysis of Disease Incidence and Carrier Estimation Algorithm) est également un algorithme informatique permettant de prédire le risque de développer un cancer du sein ou de l'ovaire héréditaire due aux gènes BRCA1 et BRCA2[34].

### Art contemporain
- Boadicée est une des 39 convives référencées dans l'œuvre d’art contemporain The Dinner Party (1979) de Judy Chicago. Elle est la douzième convive de l'aile I de la table, elle y figure entre Aspasie et Hypatie d'Alexandrie[35],[36].
- Boadicée est le personnage choisi par Culturespaces pour ses « Grands Jeux Romains 2017 », le spectacle étant intitulé La Reine Celte. Se déroulant aux arènes de Nîmes, il est co-écrit par les historiens Éric Dars et Éric Teyssier. Boudicca est interprétée par « Jeanne de la Jungle ».

### Sources antiques (traductions)
- Dion Cassius, Histoire romaine, éd. par E. Cary, Harvard university Press, 1970-1987, livre LX (lire en ligne).
- Tacite, Annales, éd. par P. Wuilleumier, Les Belles Lettres, 1974-1978 (lire en ligne).

### Etudes modernes

#### Ouvrages et revues francophones
- Yannick Clavé, Le monde romain de 70 av. J.-C. à 73 apr. J.-C.: Capes, Agrégation, Armand Colin, 2014 (ISBN 978-2100700707, lire en ligne).
- Louise Depuydt, Les grandes guerrières de l'Histoire, La Boîte à Pandore, 2016 (ISBN 978-2875571076).

- Richard Hingley, Boadicée, la reine celte qui a défié Rome, National Geographic .

- Angus Konstam, Atlas historique du monde celte, Paris, Éd. Saint-André-des-Arts, 2002 (ISBN 978-2-7434-2191-5).
- Alain Leclercq, Les femmes les plus cruelles de l'Histoire: Portraits de femmes impitoyables, PIXL, 2017 (ISBN 978-2390260059, lire en ligne).
- Yves Letort, « Boadicée contre Rome », Tout sur l'histoire, no 24,‎ mai-juin 2018, p. 39-45.
- Jean-Louis Voisin, « Bouddicca, la Vercingétorix anglaise »,  L'Histoire, no 329,‎ mars 2008, p. 60-65 (lire en ligne).

#### Ouvrages et revues anglophones
- (en) Peter Bartrum, A Welsh classical dictionary: people in history and legend up to about A.D. 1000, Aberystwyth, National Library of Wales, 1993 (ISBN 9780907158738), p. 54-55 BOUDICCA, queen of the Iceni.
- (en) Tais Pagoto Bélo et François de Callataÿ, « Boudica, the Warrior Queen, as seen through DevianArt: Why pop culture proves to be so informative », Anabases, no 39,‎ 2024, p. 81-106 (résumé).
- (en) Vanessa Collingridge, Boudica: The Life of Britain's Legendary Warrior Queen, Harry N. Abrams, 2007, 400 p. (ISBN 978-1585679126, lire en ligne).
- (en) Richard Hingley et Christina Unwin, Boudica: Iron Age Warrior Queen, Hambledon Continuum, 2006, (ISBN 978-1-85285-516-1)
- Stephanie Lawson, Nationalism and Biographical Transformation: The case of Boudicca, Humanities Research vol XIX. No 1, 2013.
- (en) Jodi Mikalachki, The Legacy of Boadicea : Gender and Nation in Early Modern England, Routledge, 2014.
- (en) M. J. Trow, Boudicca : the warrior queen, Thrupp, Stroud, Gloucestershire, Sutton Publishing; First UK edition, 2003, 288 p. (ISBN 978-0-7509-3386-5).
- (en) Graham Webster, Boudica : the British revolt against Rome AD 60, Londres, New York Routledge, 1993, 2e éd. (1re éd. 1978), 152 p. (ISBN 978-0-415-22606-6, présentation en ligne).